# 栖原学
栖原 学（すはら まなぶ、1947年 - ）は日本の経済学者。日本大学経済学部教授。専門はロシア経済論、比較経済体制論。元比較経済体制学会代表幹事。

## 来歴
1971年に東京大学経済学部を卒業後、1973年同大学院経済学研究科修士課程修了、1977年同博士課程退学を経て、1980年日本大学経済学部専任講師。助教授を経て、1991年から教授。一橋大学経済研究所講師、慶應義塾大学経済学部講師、早稲田大学社会科学部講師、バーミンガム大学ロシア東欧経済センター客員研究員および比較経済体制学会代表幹事などを務める。

## 著書

### 共著
- （中山弘正・上垣彰・辻義昌）『現代ロシア経済論』（岩波書店, 2001年）

### 翻訳
- 『移行の経済学』（日本評論社, 2001年）
- （野口建彦）『大転換』（東洋経済新報社, 2009年）